# Sofonisba Anguissola
Sofonisba Anguissola (Cremona, ca. 1532 - Palermo, 1625) was een Italiaanse schilderes ten tijde van de Italiaanse renaissance. Als innovatieve portretkunstenares was zij een van de eerste wereldberoemde kunstschilderessen. Anguissola werd opgeleid door Bernardino Campi (1522-1591) en Bernardino Gatti (1495-1575).

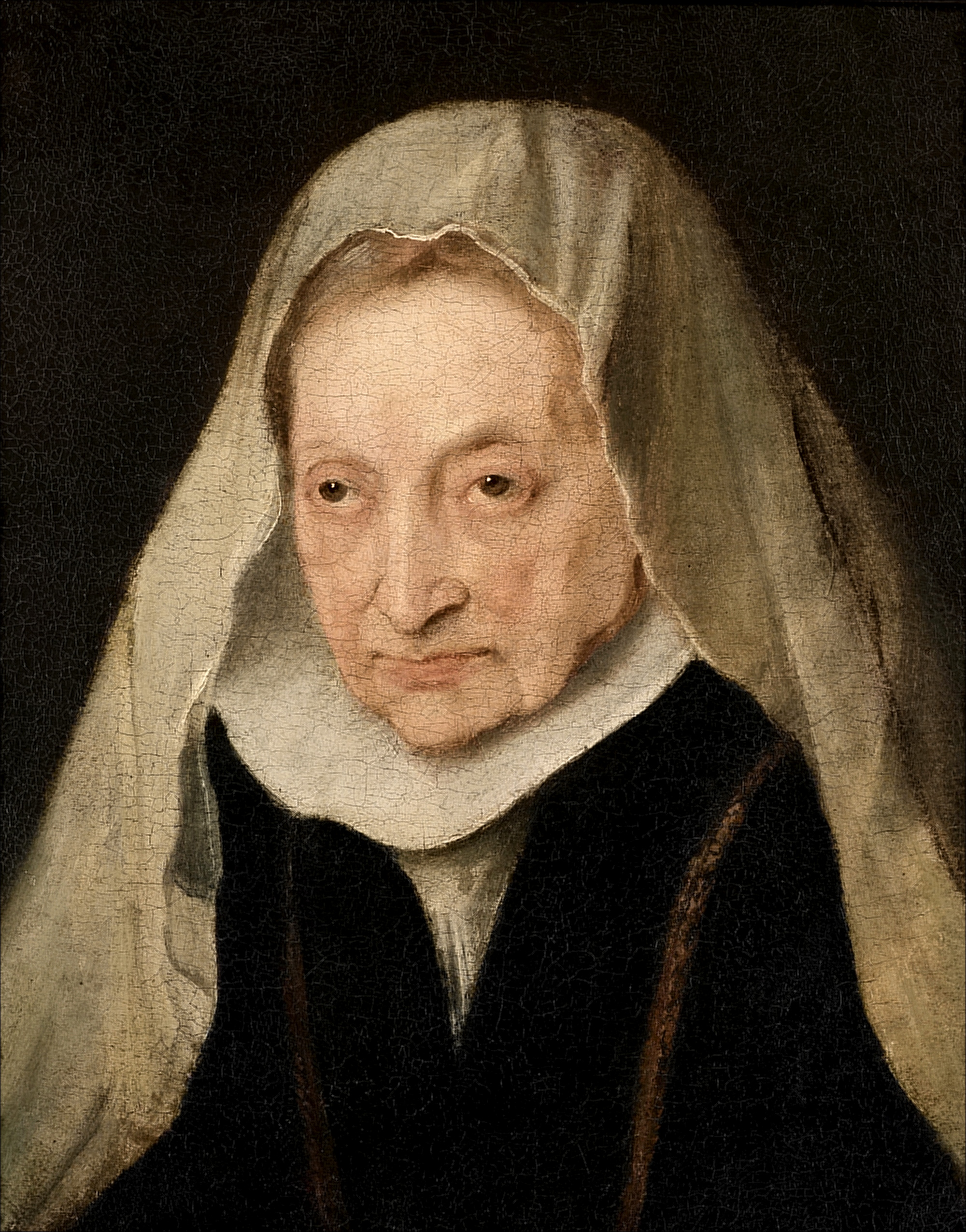
Portret van Sofonisba Anguissola door Antoon van Dyck (1625)

Anguissola was van goede komaf, maar zelfs als adellijke vrouw was het haar niet toegestaan om anatomie te bestuderen. Hierdoor was zij verplicht modellen te nemen uit haar omgeving. Hierbij ontwikkelde zij een eigen stijl met een nieuw type portretten, met modellen die ze in een huiselijke omgeving schilderde. Haar heel persoonlijke en expressieve portretten zijn interessant omdat ze echte mensen uitbeelden, van wie ze de emoties raak wist weer te geven. In het begin schilderde ze vooral zelfportretten. Gedurende haar hele leven schilderde zij ook portretten van Madonna met kind, samen met beelden van de Piëta, tijdens de renaissance twee van de populairste devotionele onderwerpen.
Sofonisba had verschillende zussen, die ook schilderden, waaronder Lucia Anguissola.
In 1558 werd Anguissola geïntroduceerd aan het hof van Spanje door de hertog van Alva, Fernando Álvarez de Toledo (1508-1582). Zij werd hofdame in het koninklijke huishouden van Elisabeth van Valois, de derde echtgenote van Filips II en bleef in Spanje portretten schilderen. Later vestigde ze zich in Genua.

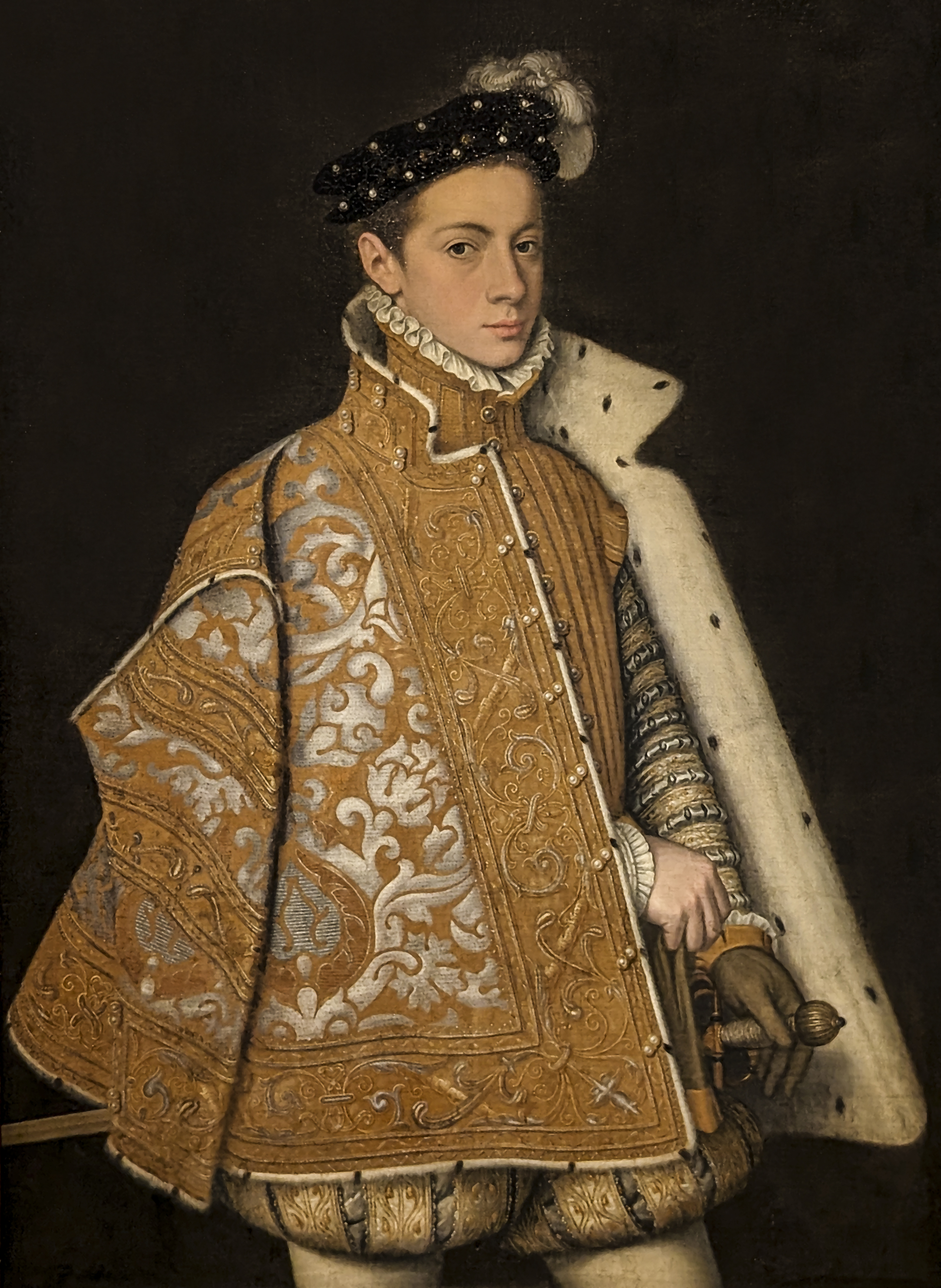
Alexander Farnese

Op hogere leeftijd werd haar zicht zwakker en moest ze het penseel neerleggen. Anguissola bracht de laatste jaren van haar leven door in Palermo, waar ze op 12 juli 1624 het bezoek kreeg van de 25-jarige Antoon van Dyck. In zijn schetsboek tekende hij haar portret en in de Italiaanse notities eromheen gaf hij haar leeftijd als 96 jaar (enkele jaren ouder dan in werkelijkheid). Bewonderend stelde hij vast dat ze nog scherp was van geest. Ze vertelde hem over haar leven en gaf advies over de weergave van licht. Na zijn vertrek schilderde hij ook nog haar portret.